# イギリスの福祉
イギリスの一般政府歳出（2014年）
イギリスの福祉（イギリスのふくし、Welfare in United Kingdom）は福祉国家モデルで運営されており、保健、教育、雇用、社会保障などが含まれる。イエスタ・エスピン＝アンデルセンによれば、英国の福祉制度はリベラル福祉国家に分類される。
イギリスでは1941年のベヴァリッジ報告書において社会保障（Social Security）が提唱され、「ゆりかごから墓場まで」とされる最低限度（ナショナル・ミニマム）の保証を目指した。

## 分野

### 保健
主に国民保健サービス(NHS)による公費負担医療として提供され、登録制の総合診療医(GP)によるプライマリケアが達成されている。2011年度では、NHS予算の98.8％は公費にて賄われており、これはイギリス国家予算の25.2%に相当する。

### 家庭支援
保育サービスについては自己負担となる。幼稚園（nursery school）については原則半日分が無料であり、また3-4歳児は週15時間の無料早期教育サービスを年38週受ける権利がある。

### 所得支援
勤労者タックスクレジットならびにインカムサポートが存在し、どちらもミーンズテストに基づく公的扶助である。

### 年金

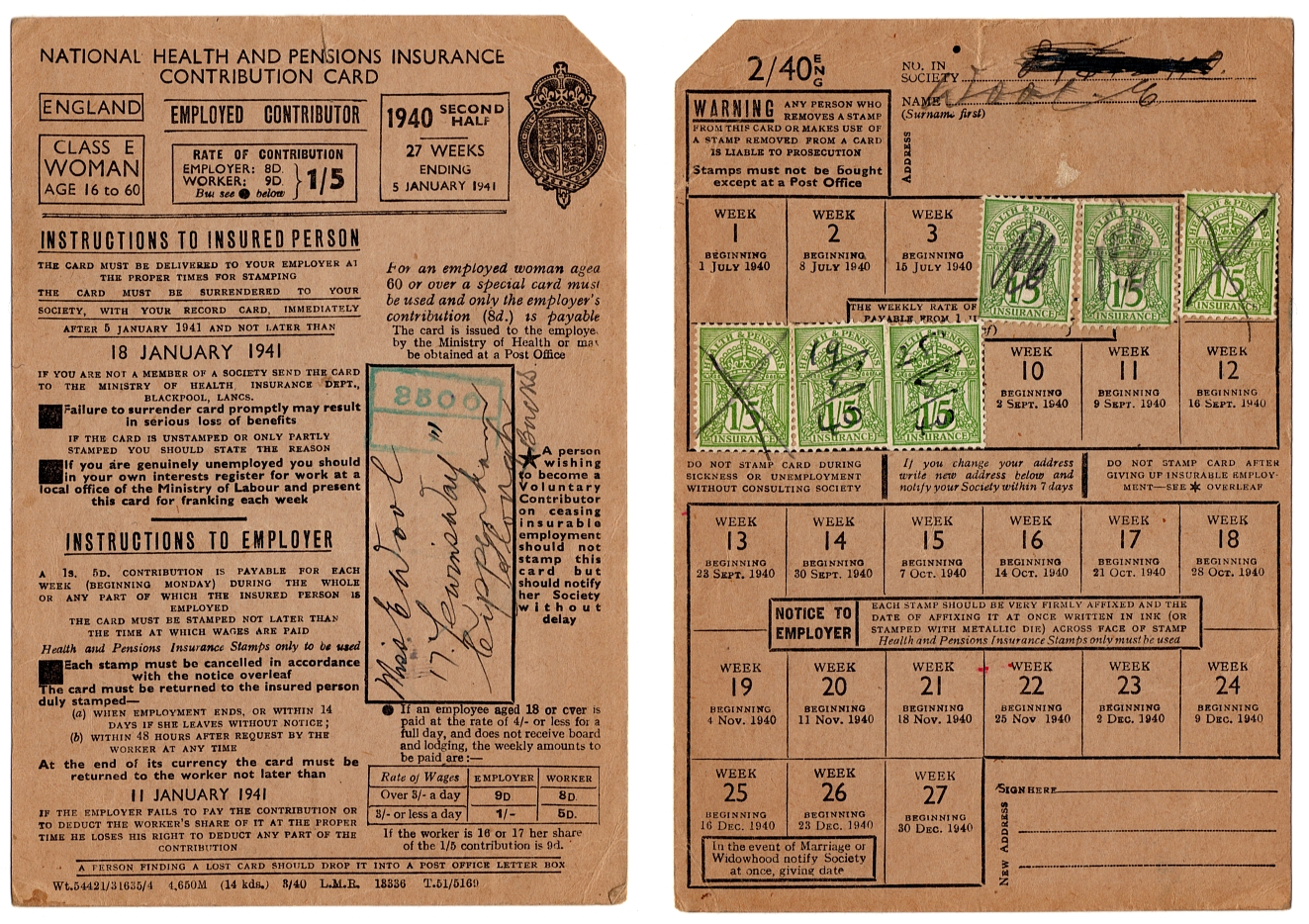
国民保険への保険料払い込みカード

公的年金制度としては、全国民が加入する一階部分の基礎年金（ 定額供出型）と、二階部分の所得比例方式（国家第二年金,SEPRS）がある。
さらに低所得者を対象とした年金クレジット（Pension Credit）が存在し、これは租税を原資としミーンズテストによって実施される社会扶助（無拠出制年金）であり、収入に応じて減額される。
加えて、職場提供の私的年金が存在することもある。

### 介護
介護保険は税収などによる財源で地方自治体が提供する。介護施設へ入居する前に不動産を含む資産の調査があり、一定以上の資産を有する場合は自治体からの経済的支援が受けられないため、入居前に持ち家の売却の迫られる事態が問題視されている。ボリス・ジョンソン政権では介護費用の支払い上限や資産の基準緩和を打ち出したが、財源などに問題が残っている。デーヴィッド・キャメロンなど公的介護保険制度の検討を訴える者もいるが、政府は検討を行っていない。

## 財政

英国の人口ピラミッド

中央政府の社会的支出は、2011年度には113.1億ポンドであり、これは政府会計の16%を占める。加えて、国民年金に119.4億ポンド（17%）、保健に121億ポンド（18%）が歳出されている。
2010年にキャメロン内閣はState of the Nationと題したレポートを発表し、最も歳出の多い支出は国民年金であり（50億ポンド以上）、続いて住宅支援とcouncil tax benefit（20億ポンド以上）であるとしている。2011-12年の歳出では、失業給付に5.1億ポンド、低所得者に41億ポンドが支給されている。
なおイギリスの付加価値税（VAT）は20.0%である（2012年）。
イギリスの税収構造（2012年）
| 分類                                          | 歳出額 (10億ポンド) |
| --------------------------------------------- | ------------------- |
| 国民年金（State pension）                     | £74.2               |
| 住宅援助（Housing Benefit）                   | £16.9               |
| 障害者生活支援（Disability Living Allowance） | £12.6               |
| 年金クレジット（公的扶助年金）                | £8.1                |
| インカムサポート                              | £6.9                |
| 住宅補助金（Rent rebate）                     | £5.5                |
| Attendance Allowance                          | £5.3                |
| 求職者給付（Jobseeker's Allowance）           | £4.9                |
| 障害給付（Incapacity Benefit）                | £4.9                |
| Council Tax Benefit                           | £4.8                |
| その他の支出                                  | £4.7                |
| Employment and Support Allowance              | £3.6                |
| Statutory Sick/Maternity pay                  | £2.5                |
| Social Fund                                   | £2.4                |
| 求職支援（Carer's Allowance）                 | £1.7                |
| Financial Assistance Scheme                   | £1.2                |
| 計                                            | £160.2              |

## 歴史
- 1601年 - エリザベス救貧法の成立。
- 1884年 - フェビアン協会の設立。
- 1860年 - ナイチンゲール看護学校設立。
- 1911年 - 国民保険法（失業保険）の成立。
- 1942年 - ベヴァリッジ報告書の提出。

戦後
- 1946年 - 国民保健サービス法制定。
- 1999年 - 英国国立医療技術評価機構(NICE)設立。
- 2002年 - 国家第二年金の開始。